# Il gladiatore II
Il gladiatore II (Gladiator II) è un film del 2024 diretto e co-prodotto da Ridley Scott.
La pellicola, scritta da David Scarpa, è il sequel de Il gladiatore (2000) ed è interpretata da Paul Mescal, Pedro Pascal, Connie Nielsen, Denzel Washington, Joseph Quinn e Fred Hechinger.
Il film è stato inserito dal National Board of Review nella lista dei migliori dieci film dell'anno.

## Trama
Sedici anni dopo la morte di Marco Aurelio, Roma è governata dalla tirannia degli imperatori gemelli Geta e Caracalla, dove prospera la corruzione. Intanto, il valoroso generale romano Giusto Acacio conquista la Numidia, facendo moltissimi prigionieri da portare nell'Urbe; tra questi c'è Annone, la cui moglie Arishat è stata uccisa durante la tenace e vana resistenza del suo popolo contro i soldati guidati da Acacio. La rabbia che mostra Annone per la perdita della sua terra e per la morte dell'amata consorte conquista l'attenzione del ricco mercante di schiavi Macrino, il quale, dopo averlo visto combattere contro dei babbuini in un'arena ad Anzio, lo pone sotto la sua ala protettrice, promettendogli in cambio della sua fedeltà la testa di Acacio.
Quest'ultimo, che ha la piena fiducia dei folli imperatori, trama nel frattempo per rovesciarne il governo con l'aiuto della moglie Lucilla, figlia di Marco Aurelio, del senatore Gracco e dei suoi soldati, guidati dal suo braccio destro Dario Sesto; il loro obiettivo è liberare Roma dal potere malato che la affligge da troppo tempo e perseguire il sogno che Marco Aurelio si era prefissato da anni.
Annone diventa gladiatore e presto si esibisce nel Colosseo, dove ottiene sempre più popolarità agli occhi degli imperatori e di Lucilla; quest'ultima, vedendolo portarsi la sabbia sulle mani prima di combattere — gesto tipico del leggendario Massimo Decimo Meridio — e sentendolo citare alcuni versi di Virgilio a lei noti, realizza che il ragazzo è in realtà il figlio avuto da Massimo, Lucio Vero Aurelio. Infatti tanti anni prima Lucilla quando aveva 14 anni dovette sposarsi con Lucio Vero un nobile romano il cui matrimonio era stato combinato dal padre ma lei aveva una relazione segreta con Massimo e dal loro amore era nato Lucio. Successivamente Lucilla aveva dovuto nascondere la relazione al marito e fece passare il bambino per il figlio del marito che morì anni dopo.
Dopo che Commodo morì, fece portare via da Roma Lucio per tenerlo al sicuro dai cospiratori che bramavano il titolo imperiale. Lucio inizialmente rifiuta di riconoscere Lucilla come madre, salvo poi riconoscerne i valori quando viene informato della congiura ordita da Acacio. Le voci, però, arrivano anche al losco Macrino, che informa Caracalla e Geta; la congiura viene così prontamente svelata e Acacio finisce per diventare uno schiavo da far combattere nel Colosseo, mentre Macrino entra nelle grazie degli imperatori gemelli. Gli imperatori su consiglio di Macrino decidono di non uccidere Acacio pubblicamente sapendo che ciò scatenerebbe l'ira del popolo ma che a decidere il destino del generale siano gli dei battendosi nel Colosseo per giocarsi la sua sorte.
Il giorno successivo Acacio, dopo aver ucciso altri gladiatori, si ritrova contro Lucio (così che la gente assista allo scontro tra il generale traditore e l'eroe barbaro) e, favorito dalla sua sete di vendetta, ha la meglio sull'ex generale, ma l'uomo gli fa capire che non è lui il vero nemico e gli dà la possibilità di scegliere di ucciderlo o di risparmiarlo. Lucio, seppur ancora addolorato per la morte della moglie, sceglie di perdonarlo e di non ucciderlo; gli imperatori fanno allora assassinare il marito di Lucilla da alcuni pretoriani. Questo si rivela un errore in quanto la morte di Acacio, essendo egli stato un valoroso generale, porta a feroci tumulti in tutta l'Urbe; Macrino, che si rivela essere un ex schiavo dei tempi di Marco Aurelio intenzionato a porre fine alla dinastia imperiale e a dominare l'impero, ne approfitta per seminare zizzania tra gli imperatori e guidando il braccio armato di Caracalla uccide brutalmente Geta decapitandolo, per poi farsi nominare console dal primo.
Prima di essere portata al Colosseo per essere giustiziata, Lucilla fa in tempo a consegnare a suo figlio il vecchio anello di suo nonno Marco Aurelio; il giovane lo fa recapitare fuori città dal suo amico Ravi, ex gladiatore e medico dell'arena, a Dario Sesto, presentandosi come principe di Roma e unico erede al trono imperiale. Nel successivo spettacolo al Colosseo, in cui Lucilla e i cospiratori devono essere difesi da Lucio contro le guardie pretoriane, l'arena viene invasa dai gladiatori fedeli al giovane, riusciti a evadere grazie alle chiavi fornite da Ravi. Mentre scoppia una lotta furibonda tra i pretoriani e i gladiatori (nella quale muore tra gli altri anche il senatore Gracco), Macrino approfitta del trambusto per assassinare Caracalla; uccide poi Lucilla con una freccia e fugge, inseguito da Lucio.
Alle porte di Roma, mentre sopraggiungono i soldati di Acacio e l'esercito imperiale, Lucio e Macrino si scontrano ad armi pari; Macrino inizialmente ha la meglio, ma non riesce a trafiggere Lucio a causa dell'armatura di Massimo indossata nell'arena dal giovane, il quale alla fine reagisce e lo uccide. Con la morte di Macrino, il sogno di Marco Aurelio ora può diventare realtà: presentatosi a tutti come l'erede all'impero, Lucio convince i due eserciti a costruire con lui una Roma più giusta e unita. Quella stessa notte, in un Colosseo deserto, Lucio prova rimorso per la perdita di sua madre ed inginocchiandosi afferra il terreno impregnato di sangue dell’arena per chiedere a suo padre Massimo di parlargli per guidarlo.

## Produzione

### Sviluppo
Nel giugno del 2001 iniziarono i lavori per un seguito de Il gladiatore (2000), che poteva essere un prequel o un sequel, con David Franzoni nelle prime trattative per tornare a ricoprire il ruolo di sceneggiatore. La logica di Ridley Scott nel realizzare un sequel era che, sebbene Massimo Decimo Meridio fosse morto alla fine del film originale, il destino di Lucio Vero rimaneva ambiguo, lasciando aperte domande perfette per un secondo film. Nel settembre 2002, Douglas Wick, Walter Parkes, David Franzoni e John Logan proposero un sequel ambientato quindici anni dopo Il gladiatore, dove le guardie pretoriane governano Roma e un più vecchio Lucio sta cercando di scoprire chi fosse il suo vero padre. Nel settembre 2003, Scott annunciò che la sceneggiatura era stata completata, confermando che la storia sarebbe stata incentrata principalmente su Lucio.
Nel 2006 Scott dichiarò che lui e Russel Crowe si fossero riferiti a Nick Cave per riscrivere il film, ma le loro idee entrarono in conflitto con quelle della DreamWorks di uno spin-off che coinvolgesse Lucio, che Scott ha rivelato sarebbe diventato il figlio di Massimo e Lucilla. Nel 2009, i dettagli della sceneggiatura, respinta, di Cave diventarono pubblici. La premessa presentava Massimo in purgatorio, risorto come un immortale guerriero al servizio degli dèi romani. Nel progetto, Massimo viene inviato sulla Terra con il compito di fermare lo slancio del cristianesimo uccidendo Gesù e i suoi discepoli, mentre il loro movimento stava gradualmente sottraendo potere e vitalità agli antichi dei pagani. Durante la sua missione, viene ingannato nell'uccidere suo figlio. Essendo Massimo condannato a vivere per sempre, la sceneggiatura di Cave includeva il protagonista come soldato durante le crociate, la seconda guerra mondiale e la guerra del Vietnam, arrivando, ai giorni nostri, a essere un generale del Pentagono. La sceneggiatura venne scartata dopo che Steven Spielberg, avendo visto il film originale, disse a Scott che non avrebbe funzionato, soprattutto perché Cave aveva scritto qualcosa di "troppo grandioso" a causa del suo lavoro teatrale.

### Pre-produzione
A novembre 2018 fu annunciato che la Paramount Pictures stesse sviluppando un sequel e che la Universal Pictures avrebbe potuto co-finanziare l'opera, con Scott di nuovo come regista e Peter Craig come sceneggiatore.
Il 30 settembre 2021 Ridley Scott dichiarò che il film fosse in fase di pre-produzione e che dopo aver terminato le riprese di Napoleon avrebbe cominciato quelle del sequel.
Nel gennaio 2023 Paul Mescal si unì al cast nel ruolo del protagonista, dopo che per la parte erano stati presi in considerazione Austin Butler, Richard Madden e Miles Teller. Nel marzo seguente, fu ufficializzata la partecipazione di Denzel Washington al film, mentre ad aprile fu confermato che Connie Nielsen sarebbe tornata a interpretare Lucilla, un ruolo che aveva già ricoperto nel film originale. Successivamente, fu confermato anche il ritorno di Derek Jacobi, nei panni del senatore Gracco, già presente nel primo capitolo. Nei mesi successi, Pedro Pascal, May Calamawy, Lior Raz, Derek Jacobi, Peter Mensah e Matt Lucas si unirono al progetto, mentre Fred Hechinger fu scritturato per rimpiazzare Barry Keoghan nel ruolo del co-imperatore Caracalla.
Nell'agosto 2023 il Times of Malta ha riferito che il governo di Malta avrebbe dovuto pagare 46653961 € alla società sussidiaria di Paramount Studios per produrre il film, il che "batte il record per il più grande aiuto di Stato al cinema nell'UE".

### Riprese
Le riprese sono iniziate nel maggio 2023 in Marocco. Dopo essere state interrotte a luglio a causa dello sciopero SAG-AFTRA a Hollywood, le riprese sono ricominciate a Malta il 4 dicembre e sono state portate a termine il mese seguente. Riprese aggiuntive sono state realizzate nel Sussex nel giugno 2024.

## Colonna sonora
Nel gennaio 2024, è stato riferito che Harry Gregson-Williams stava componendo la colonna sonora del film, subentrando a Hans Zimmer e Lisa Gerrard che hanno composto la colonna sonora del primo film. Zimmer decise di non tornare perché non voleva ripetere il suo lavoro del primo film. In un'intervista con Curzon, ha detto che il film era "davvero in buone mani" con Gregson-Williams, che aveva iniziato la sua carriera come assistente di Zimmer.
Gregson-Williams ha scritto 100 minuti di colonna sonora originale per il film e ha utilizzato alcuni degli spunti musicali di Zimmer e Gerrard dal primo film.

## Promozione
Il primo trailer è stato diffuso il 9 luglio 2024.

## Distribuzione
Il film è uscito nelle sale cinematografiche italiane il 14 novembre 2024, mentre in quelle britanniche il giorno seguente e in quelle nordamericane il 22 dello stesso mese.

### Edizione italiana
L'edizione italiana del film è stata curata dalla Eagle Pictures con la supervisione di Rosetta Fortezza. La direzione del doppiaggio e i dialoghi sono curati da Fiamma Izzo, assistita da Simona Romeo, per conto della PumaisDue che si è occupata anche della sonorizzazione.
Tale edizione include la consulenza dei dialoghi ad opera di Alexander Mariotti e Francesca Corsi per la parte storica, Bruno Mascarenhas per la parte nautica e Federazione Italiana Tiro con l'arco.

## Accoglienza

### Incassi
A fronte di un budget di 250 milioni di dollari, il film ha incassato 172438016 $ in Nord America e 289742701 $ nel resto del mondo, per un totale di 462180717 $. In Italia ha incassato 9621793 €.

### Critica
Il film è stato accolto positivamente dalla critica. Sull'aggregatore di recensioni Rotten Tomatoes ha un indice di gradimento del 70% basato su 401 recensioni, con un voto medio di 6,6 su 10; il consenso critico del sito afferma: «Facendo eco al suo predecessore, ma aumentando il livello di sanguinosità e azione, Il Gladiatore II è un film d'azione e stravaganza che trae gran parte della sua forza e del suo prestigio dall'interpretazione magistrale di Denzel Washington». Su Metacritic ottiene un punteggio di 64 su 100 basato su 62 recensioni.

## Riconoscimenti
- 2025 – Premio Oscar
  - Candidatura ai migliori costumi a Janty Yates e Dave Crossman
- 2025 – Golden Globe[37]
  - Candidatura al miglior attore non protagonista a Denzel Washington
  - Candidatura al miglior risultato al cinema e al box office
- 2025 – British Academy Film Award[38]
  - Candidatura al miglior film britannico
  - Candidatura al miglior sonoro a Stéphane Bucher, Matthew Collinge, Paul Massey e Danny Sheehan
  - Candidatura ai migliori effetti speciali a Mark Bakowski, Neil Corbould, Nikki Penny e Pietro Ponti
- 2024 – National Board of Review Award
  - Migliori dieci film dell'anno

## Inesattezze storiche
Malgrado il film di Ridley Scott sia in gran parte basato sulla vera storia romana, l'autenticità di alcuni dettagli è stata messa in discussione:
- I fatti della vita di Lucilla e del secondo marito non sono contemporanei all'impero dei fratelli Caracalla e Geta e agli intrighi di Macrino. Negli anni in cui è ambientato il film, inoltre, l'imperatore era Settimio Severo, padre di Geta e Caracalla.
- Geta e Caracalla non erano gemelli. Erano stati designati entrambi imperatori, ma Caracalla (il maggiore) mal sopportava di governare insieme al fratello, così lo fece assassinare.
- Macrino ottenne la fiducia di Caracalla e, compiuta la sua scalata politica, lo fece uccidere (molti anni dopo) per poi proclamarsi imperatore, ma non riuscì a consolidare il suo potere.
- Lucilla e il secondo marito Quintiliano (marito impostole da Marco Aurelio) complottarono contro Commodo per salire al potere; una volta sventato il piano, fu esiliata a Capri e uccisa nel 182.
- Tra le imprecisioni figurano anche l'assedio della Numidia da parte delle triremi romane. La Numidia faceva già parte dell'Impero romano da circa 250 anni durante il regno di Caracalla.[40]
- La presenza di squali durante la naumachia rappresenta un'altra inesattezza, non facevano parte delle battaglie del Colosseo dell'antica Roma e non esisteva un modo per trasportarli, sebbene i coccodrilli fossero usati per l'intrattenimento dai Romani.[41] Tuttavia, la presenza di babbuini e di rinoceronti nell'arena del Colosseo è storicamente documentata,[40] sebbene non vi sia alcuna traccia di gladiatori che cavalcavano rinoceronti.[42]

Lo studioso Ray Laurence ha osservato che «l'antica ammirazione per coloro che sfidano la morte come gladiatori è rappresentata in modo efficace nel film» e che «la cultura dei gladiatori è ben illustrata, inclusa la figura del dottore dei gladiatori».

## Sequel
Nel settembre 2024 Scott ha rivelato di essere al lavoro su una sceneggiatura per un terzo film, la cui realizzazione dipenderà dall'accoglienza del secondo capitolo. Intitolato Il gladiatore III, il film seguirà le vicende di Lucio Vero. Paragonando il finale de Il gladiatore II a quello de Il padrino - Parte II (1974), il regista ha dichiarato che il prossimo capitolo esplorerà la consapevolezza del protagonista, ora alle prese con il peso di una reputazione che non desidera. Scott ha successivamente dichiarato che il film è nelle prime fasi di sviluppo e che intende farne il prossimo progetto a cui lavorerà. Tuttavia, il mese seguente ha dichiarato al The New York Times che, dopo Il gladiatore II, i suoi prossimi progetti saranno un biopic sui Bee Gees e un film di fantascienza.